# メーソット

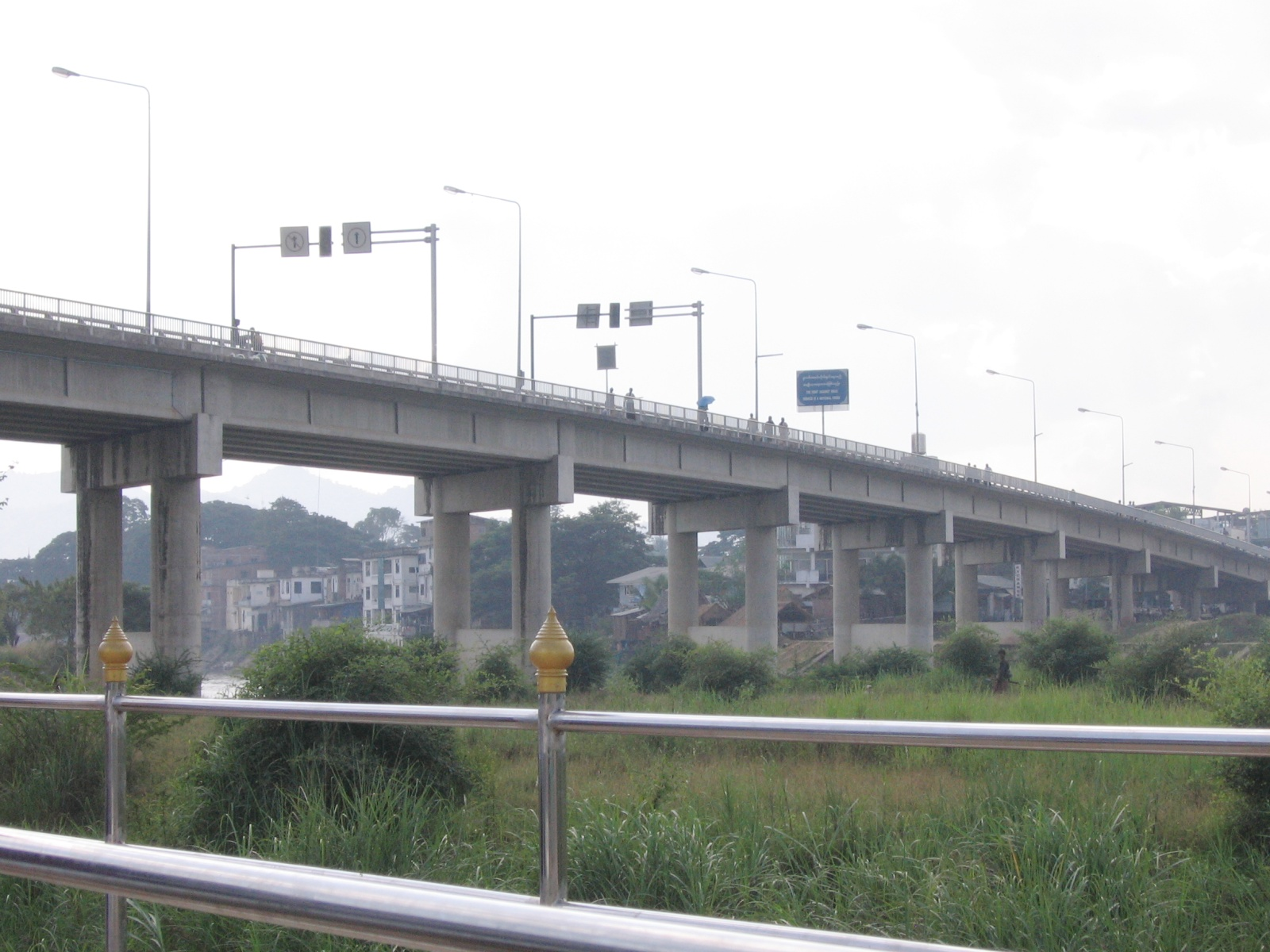
ミャワディとメーソートとを結ぶタイ・ミャンマー友好橋

メーソット (タイ語：แม่สอด、ビルマ語：မဲဆောက်、シャン語：မႄႈသွတ်ႇ)とは、タイ王国西部にあり、ミャンマーとの国境にある都市である。メーソート郡の郡庁所在地である。メーソートとも。
東西経済回廊（アジアハイウェイ1号線）の通り道である。国境線にはモエイ川（ムーイ川）が流れ、対岸にミャンマーの町ミャワディがある。ミャンマー国内の戦争時には難民が流れ込み、2020年代にミャワディで特殊詐欺や外国人誘拐、人身売買などの治安が悪い状況となったことから摘発が行われている。
1937年までは、当時の人口は12,000人ほどが在住する村長(ผู้ใหญ่บ้าน phu yai ban)が治める集落であった
1939年9月30日、メーソートは27の村を管理する自治体となった。2010年に郡庁所在地となった。
産業は、繊維、衣料品、宝石、翡翠、チーク材の製造のほか、ミャンマーとの貿易である。

## 気候
熱帯サバナ気候（ケッペンの気候区分：Aw）。モンスーン期間は 5‐10月まで。

## 交通
- メーソート空港
- アジアハイウェイ1号線